# Maslama al-Madschriti

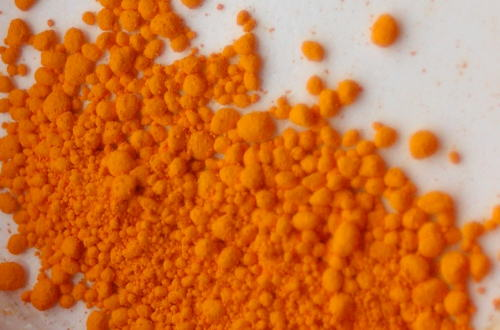
Quecksilber(II)-oxid

Maslama al-Madschriti oder Abu l-Qasim al-Qurtubi al-Madschriti (arabisch أبو القاسم مسلمة بن أحمد المجريطي, DMG Abū l-Qāsim Maslama b. Aḥmad al-Maǧrīṭī, auch al-Majriti; gestorben um 1007 in Córdoba) war ein arabischer Astronom, Mathematiker, Alchemist, Gelehrter und Ökonom in Spanien.
Wie der Name al-Madschriti verrät, war er in Madrid geboren. Er verkehrte wahrscheinlich schon als junger Mann in den Gelehrtenkreisen am Hof des Kalifen von Córdoba Abd ar-Rahman III. und befasste sich dort mit Astronomie. Unter anderem gab er die astronomischen Tafeln von al-Chwarizmi für die geographische Länge von Córdoba neu heraus. Von ihm stammen auch ein kaufmännisches Rechenbuch (Muʿamalat), eine kurze Abhandlung über das Astrolabium und eine arabische Übersetzung des Planisphaerium von Claudius Ptolemäus (mit dem Kommentar von al-Madschriti), die nur in lateinischer Übersetzung von Hermann von Carinthia von 1143 erhalten ist. 
Ein ihm zugeschriebenes Buch über Alchemie, das Rutbat al-hakim (Der Rang des Weisen, um 1009), ist erst nach seinem Tod entstanden und wahrscheinlich apokryph. Er gibt darin Anweisungen für die Reinigung von Edelmetallen und beschreibt die Herstellung von rotem Quecksilber(II)-oxid. Er stellte es durch sanftes Erhitzen von Quecksilber in einem geschlossenen Gefäß her und beobachtete dabei Massenerhaltung.
Auch sein Buch über Magie, Ghayat al-hakim (Das Ziel des Weisen, auch als Picatrix bekannt), ist wahrscheinlich apokryph, wurde aber 1256 auf Anweisung von Alfons X. ins Spanische übersetzt und war in ganz Europa eine Quelle von Informationen über Okkultismus.
Er wirkte in Córdoba schulbildend und hatte mehrere bekannte Astronomen als Schüler.
Der Exoplanet Majriti wurde nach einem öffentlichen Wettbewerb 2015 von der IAU nach ihm benannt.